# Christian de Schwarzbourg-Sondershausen
Christian de Schwarzbourg-Sondershausen (* 27 juillet 1700 † 28 septembre 1749) porte le titre de prince de Schwarzbourg-Sondershausen, mais ne règne cependant jamais.

## Biographie
Le prince Christian est le fils du prince Christian Guillaume I de Schwarzbourg-Sondershausen (1647-1720) et de son épouse la princesse Wilhelmine Christiane (1658-1712), fille du duc Jean-Ernest II de Saxe-Weimar.
Du fait du traité de 1713 sur les successions dans la famille de Schwarzbourg, il ne reçoit pas une partie du comté et n'a jamais régné. Il est général dans l'armée polonaise.

## Descendants
Christian se marie le 10 novembre 1728, avec Sophie Christine d'Anhalt-Bernbourg-Schaumbourg-Hoym (1709-1784), fille de Lebrecht d'Anhalt-Zeitz-Hoym (1709-1784), et ont les enfants suivants:
- Güntherine Albertine (1729-1794)
- Christiane Élisabeth Rudolfine (1731-1771) ∞ comte d'Öttingen-Katzenstein-Baldern (1721-1778)
- Günther XLIV (1732-1733)
- Frédéric Günther (1733-1734)
- Christian Günther (1736)
- (Josepha Eberhardine) Adolfe Wilhelmine ∞ comte Georges Albert III d'Erbach-Fuerstenau (1752-1778)